# Alejandro Martínez (kolarz)
Alejandro Martínez Chorro (ur. 28 maja 1998 w San Vicente del Raspeig) – hiszpański kolarz torowy, brązowy medalista mistrzostw świata.

## Kariera
Pierwszy medal w karierze zdobył w 2016 roku, kiedy zajął trzecie miejsce w wyścigu na 1000 m na mistrzostwach Europy juniorów w Montichiari. W tej samej konkurencji wywalczył złoty medal na mistrzostwach Hiszpanii w 2021 roku. Podczas mistrzostw świata w Yvelines w 2022 roku zajął trzecie miejsce w wyścigu na 1000 m. W zawodach tych wyprzedzili go jedynie Jeffrey Hoogland z Holandii i Francuz Melvin Landerneau. Ponadto na mistrzostwach Europy w Grenchen w 2023 roku zdobył w tej konkurencji srebrny medal, ponownie przegrywając tylko z Hooglandem.